# Steve Guerdat
Steve Guerdat (Bassecourt, 10 de junio de 1982) es un jinete suizo que compite en la modalidad de salto ecuestre. Es hijo del jinete Philippe Guerdat.
Participó en seis Juegos Olímpicos de Verano, obteniendo tre medallas, bronce en Pekín 2008, en la prueba por equipos (junto con Christina Liebherr, Pius Schwizer y Niklaus Schurtenberger), oro en Londres 2012, en la prueba individual, y plata en París 2024, en la prueba individual, y el quinto lugar en Atenas 2004 (por equipos), el cuarto en Río de Janeiro 2016 (individual) y el quinto en Tokio 2020 (por equipos).
Ganó una medalla de bronce en el Campeonato Mundial de Saltos Ecuestres de 2018 y seis medallas en el Campeonato Europeo de Saltos Ecuestres entre los años 2003 y 2023.

## Palmarés internacional
| Juegos Olímpicos   | Juegos Olímpicos          | Juegos Olímpicos  | Juegos Olímpicos |
| Año                | Lugar                     | Medalla           | Categoría        |
| ------------------ | ------------------------- | ----------------- | ---------------- |
| 2008               | Hong Kong (China)         | Medalla de bronce | Por equipos      |
| 2012               | Londres (Reino Unido)     | Medalla de oro    | Individual       |
| 2024               | París (Francia)           | Medalla de plata  | Individual       |
| Campeonato Mundial |                           |                   |                  |
| Año                | Lugar                     | Medalla           | Categoría        |
| 2018               | Tryon (Estados Unidos)    | Medalla de bronce | Individual       |
| Campeonato Europeo |                           |                   |                  |
| Año                | Lugar                     | Medalla           | Categoría        |
| 2003               | Donaueschingen (Alemania) | Medalla de bronce | Por equipos      |
| 2005               | San Patrignano (Italia)   | Medalla de plata  | Por equipos      |
| 2009               | Windsor (Reino Unido)     | Medalla de oro    | Por equipos      |
| 2017               | Gotemburgo (Suecia)       | Medalla de bronce | Por equipos      |
| 2021               | Riesenbeck (Alemania)     | Medalla de oro    | Por equipos      |
| 2023               | Milán (Italia)            | Medalla de oro    | Individual       |